# Moraea elegans
Moraea elegans är en irisväxtart som beskrevs av Nikolaus Joseph von Jacquin. Moraea elegans ingår i släktet Moraea och familjen irisväxter. Inga underarter finns listade i Catalogue of Life.